# Nejlepší kamarád
Nejlepší kamarád (anglicky "A Boy's Best Friend") je krátká sci-fi povídka spisovatele Isaaca Asimova, která vyšla v březnu 1975 v časopisu Boys' Life. Byla poté zařazena do autorovy povídkové sbírky The Complete Robot. Česky vyšla ve sbírce Robohistorie I. z roku 2004. Autor napsal povídku 10. září 1974, vzdáleně připomíná jeho dřívější povídku „Robbie“.

## Postavy
- Pan Anderson
- Paní Andersonová
- Jimmy - syn Andersonových
- Rofan - robot / pes

## Děj
Děj se odehrává v daleké budoucnosti na Měsíci, který je obydlen. Andersonovi koupí svému synovi Jimmymu (který se na rozdíl od svých rodičů na Měsíci narodil) Rofana - robotickou napodobeninu psa. Byl poměrně drahý a také jeho údržba něco vyžaduje. Je to však zdařilá imitace živého tvora a Jimmy si jej zamiluje. Rofan jej doprovází na každém kroku, i na vycházkách po měsíčním povrchu. Jimmyho rodiče se později rozhodnou koupit a dovézt mu ze Země živého psa, štěně skotského teriéra. Ale Jimmy se Rofana nechce vzdát, natolik pevné pouto se vyvinulo mezi ním a Rofanem.